# Club Social y Deportivo Escuintleca
Juventud Escuintleca est un club de football guatémaltèque, basé à Escuintla. 
Le club, résident de l'Estadio Ricardo Muñoz Gálvez, évolue en 2011-2012 en Primera División de Ascenso, la deuxième division nationale.
Pensionnaire régulier de l'élite (la Liga Nacional) des années 1950 au début des années 2000, le club y enregistre comme meilleure performance une seconde place en 1993-1994.